# 松子城
松子城（まつこじょう）は、千葉県成田市松子にあった日本の城。

## 概要
松子城は、大須賀城とも言われ、佐原街道の松子バス停のすぐ近くにある。近くには大須賀川が北に向かって流れ、その流域に沿ってやはり北に向かって突き出ている半島状の台地があり、そこが松子城である。千葉常胤の四男・大須賀胤信にはじまる大須賀氏の本城であった。
築城時期ははっきりしていないが、「千葉大系図」には胤信の長男・通信が和田合戦で手柄を立て、松子城にいたと記されている。これが正しければ、建暦3年（1213年）ころにはすでに築城されていたことになる。胤信は当初、松子城の西方6キロメートルの地にある助崎城を築き、のちに松子城を築いたと考えられているが、異説もある。
大須賀氏は戦国時代まで続いていくが、戦国時代には助崎城に拠った助崎大須賀氏が別個の勢力として、松子の本宗家と対立するようになる。

## 構造
「後詰」「用害」「城ノ内」「古城」「稲荷馬場」「根古屋」などの地名が残されているが、後詰、用害など一部の台地が昭和48年（1973年）に崩されて、成田空港の建設に利用された。後詰は本丸、用害は二の丸で、城ノ内は三の丸であったと推定されている。

## アクセス
- 京成成田駅より佐原粉名口行き千葉交通バス　松子下車